# Golf (відеогра)
Golf (яп. ゴルフ, Gorufu) — спортивна відеогра, розроблена та випущена Nintendo в 1984 році для NES. Присвячена грі в гольф, вона була першою відеогрою з використанням шкали сили/точності для завдання удару.

## Ігровий процес
Гравець за одного персонажа носить білу сорочку і туфлі з блакитними штанями і використовує білий м'яч, у той час як гравець за другого носить червону сорочку та черевики з чорними штанами і використовує червоний м'яч.
Спочатку користувач повинен обрати: грати самому чи проти іншого гравця. Завданням є поцілити в лунку, вирахувавши оптимальний удар та звертаючи увагу на напрям і силу вітру. Спочатку гравець вказує напрям удару на полі, а потім його силу на спеціальній шкалі. Екран основного процесу поділяється на дві частини: ліворуч розташовано лічильник очок, зображення гравця і шкалу, праворуч — карту поля.